# San Juan de los Lagos
San Juan de los Lagos – miasto w Meksyku, w stanie Jalisco.

## Sport
W mieście odbyły się Mistrzostwa Świata w Amp Futbolu 2018.